# Balivage
Le balivage est l'action de repérer et sélectionner les plus beaux arbres, les baliveaux, afin de favoriser leur croissance optimale le plus souvent par éclaircie. Cette action a donc également la fonction de faire évoluer un taillis en futaie.
Le balivage est un type d'éclaircie ne s'appliquant qu'au taillis ("simple" ou "avec réserve").
Dans un sens large on peut considérer que le balivage est un type d'éclaircie.

## Objectif du balivage
Le balivage permet de faire évoluer un taillis afin d'en tirer un meilleur profit : obtenir de beaux futs pour faire du bois de charpente ou de marine.

## Pratique du balivage
Selon le type d'arbre, ce repérage se fait lorsque l'arbre a environ 15 ans. Cette durée correspond au temps nécessaire pour être capable d'identifier 50 baliveaux à l'hectare pour du frêne, 70 pour du chêne et une centaine pour le châtaignier, cormier…
Le balivage va consister à identifier les troncs les plus vigoureux à conserver : les baliveaux. Les autres seront alors retirés (coupés pour bois de chauffe ou écorcés pour destruction naturelle) en vérifiant, cependant, que le bas des tiges conservées ne seront pas exposées au soleil. Ceci évite l'apparition de gourmands. Il faut une douzaine de mètres entre chaque tige (de 6 à 20)

## Balivage intensif
Le balivage intensif est le fait de conserver au moins 300 baliveaux à l'hectare.